# Radoslav Sovják
Radoslav Sovják (* 21. srpna 1982 Praha) je český stavební inženýr a vysokoškolský pedagog. Vystudoval ČVUT v Praze, kde k roku 2024 působí jako profesor v Experimentálním centru Fakulty stavební. Přednáší a vede doktorandy v oborech Konstrukce a dopravní stavby, Fyzikální a materiálové inženýrství a Integrální bezpečnost. Část svého studia strávil na technické univerzitě v Nizozemsku. Vystudoval také Právnickou fakultu na Masarykově univerzitě v Brně a Alternativní řešení sporů v CEVRO Institutu.
Mezi jeho výzkumné zájmy se řadí pokročilé stavební materiály především pro fyzickou bezpečnost staveb, speciální betony, extrémní zatěžování a rovněž teorie konfliktu, řešení sporů a mediace.
Je řešitelem a spoluřešitelem výzkumných grantů a autorem (k roku 2024) více než 80 publikací a patnácti patentů. Je členem poradního orgánu Rady vlády pro výzkum, vývoj a inovace pro oblast stavebnictví.
Dne 21. června 2023 byl prezidentem České republiky Petrem Pavlem jmenován profesorem pro obor „Teorie stavebních konstrukcí a materiálů“.
Od ledna 2022 je ředitelem Národního centra Stavebnictví 4.0, které působí na Českém institutu informatiky, robotiky a kybernetiky (CIIRC).
Sovják působí jako hlavní vedoucí a zdravotník na letních dětských táborech pořádaných dětskou organizací ALFA.